# Валя-Рекітей
Валя-Рекітей (рум. Valea Răchitei) — село у повіті Караш-Северін в Румунії. Входить до складу комуни Шопоту-Ноу.
Село розташоване на відстані 336 км на захід від Бухареста, 60 км на південь від Решиці, 122 км на південний схід від Тімішоари.

## Населення
За даними перепису населення 2002 року у селі проживали 106 осіб, усі — румуни. Усі жителі села рідною мовою назвали румунську.